# Миријам Фарес
Миријам Фарес (арап. ميريام فارس; Кфар Челал, 3. мај 1983) либанска је певачица и глумица.

## Биографија
Рођена је 3. маја 1983. године у Либану. Често је критикована због свог „провокативног” стила забаве, посебно због избора гардеробе и фризура, што је изазвало оптужбе да имитира колумбијску поп звезду Шакиру.

## Дсикографија
- (2003)
- (2005)
- (2008)
- (2011)
- (2015)